# Трубчинський горіх чорний
Трубчи́нський горі́х чо́рний (ділянка № 4) — насадження, ботанічна пам'ятка природи місцевого значення. Зростає поблизу с. Трубчина Чортківського району Тернопільської області у квадраті 83 виділі 7 Мельнице-Подільського лісництва ДП «Чортківське лісове господарство», в межах лісового урочища «Ріжки».

## Пам'ятка
Оголошені об'єктом природно-заповідного фонду рішенням виконкому Тернопільської обласної ради від 18 березня 1994 року.

## Характеристика
Площа — 2,5 га.
Під охороною — високопродуктивне насадження 1б бонітету, віком 34 р., діаметром 20 см. Цінне в зеленому господарстві.